# Storia della nazionale di calcio dell'Inghilterra
Questa pagina tratta la storia della nazionale di calcio dell'Inghilterra.
Il calcio in Inghilterra affonda le proprie radici storiche già nel XIX secolo, quando tale sport inizia a diffondersi nel territorio britannico. Nazionale di calcio più antica al mondo insieme a quella scozzese, la selezione inglese, che ha debuttato nel 1872 proprio contro la Scozia, ha vinto un campionato mondiale, nell'edizione casalinga del 1966, mentre al campionato d'Europa il suo miglior piazzamento è il secondo posto raggiunto nelle edizioni del 2020 e del 2024.

## Le origini

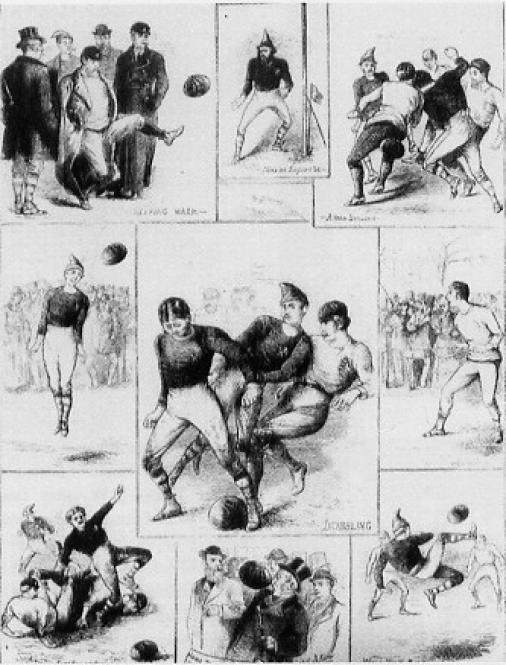
Illustrazione d'epoca circa il primo incontro di calcio fra inglesi e scozzesi, 1872

Il primo incontro internazionale che gli annali del calcio registrarono fu disputata fra le due compagini britanniche all'Hamilton Crescent di Glasgow il 30 novembre 1872 e terminò con un pareggio a reti inviolate. Da allora la nazionale albionica ha disputato oltre 800 partite internazionali contro squadre nazionali di tutto il mondo, anche se i primi confronti avvennero quasi esclusivamente all'interno delle isole britanniche sia come amichevoli, sia nell'ambito del cosiddetto Torneo Interbritannico (British Home Championship).

Nelle prime edizioni delle Olimpiadi presero parte rappresentative del Regno Unito variamente composte. Queste rappresentative vinsero gli ori nel 1900, 1908 e 1912.

Nel 1900 il calcio era al suo esordio olimpico assoluto, venne disputato un torneo dimostrativo al quale parteciparono sole tre squadre; trionfò la squadra dilettantistica dell'Upton Park F.C (un sobborgo di Londra) che, ovviamente, rappresentò il Regno Unito. Nel 1908 venne disputato il primo torneo olimpico di calcio ufficiale, in questo torneo e in quello 1912, il Regno Unito venne rappresentato dalla propria nazionale, questo permise al suo commissario tecnico di raccogliere giocatori dilettanti delle quattro federazioni.
Nonostante ciò, non è del tutto esauriente quello che si riporta da più parti, cioè che gli inglesi si arrogassero il ruolo di inventori del calcio e, di conseguenza, non intendessero mescolarsi alle altre nazionali: la Federcalcio inglese entrò infatti a far parte della FIFA nei primissimi anni di vita della federazione internazionale (1906); tuttavia ne uscì nella seconda metà degli anni venti (per la precisione nel 1928) a causa di una serie di divergenze con i vertici (soprattutto francesi) dell'associazione.
Tra i motivi d'attrito vi era l'idea da parte della FIFA, e di Jules Rimet in particolare, di organizzare un proprio campionato mondiale di calcio alternativo al torneo olimpico: questo fatto avrebbe oscurato l'Home Championship e, soprattutto, messo in crisi il sistema delle amichevoli di lusso gestito in proprio dalla potente federazione inglese. Pure, vi erano differenze di vedute sull'introduzione del professionismo nel calcio, evento già consumatosi da tempo sulle isole britanniche, ma visto ancora con sospetto da parte della dirigenza mondiale, che condivideva una visione decoubertiniana dello sport.

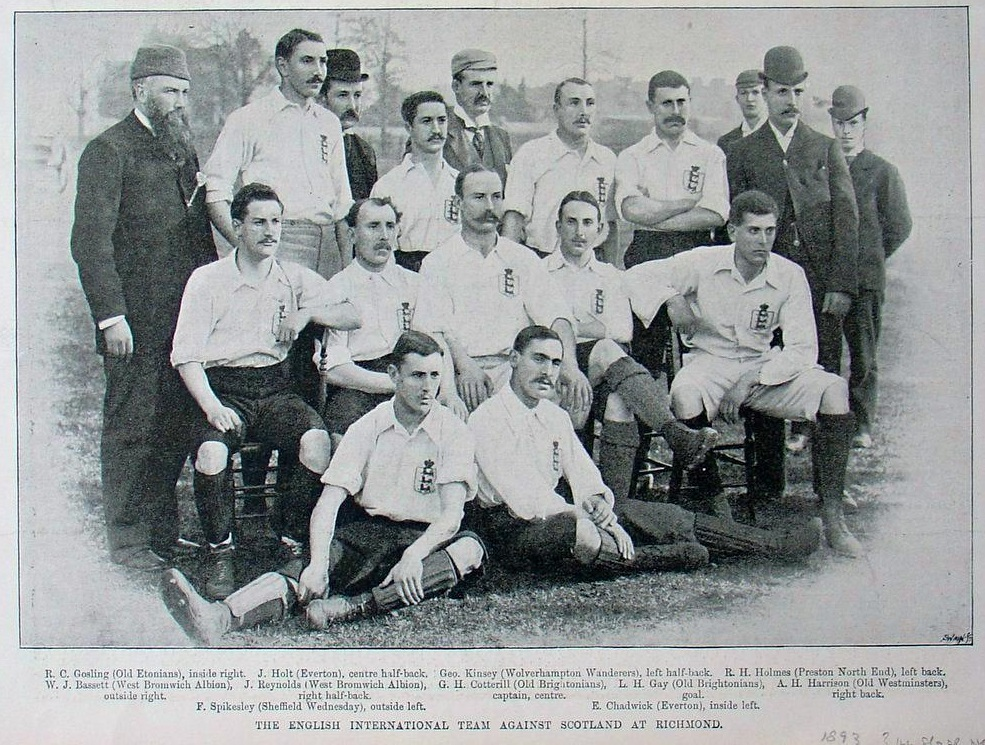
La nazionale inglese nel 1893, prima di una sfida contro la Scozia

L'atteggiamento di superiorità — ascrivibile all'iniziale egida del gioco — spinse i britannici a rinunciare al confronto agonistico, tanto che negli anni '30 la selezione non partecipò ad alcun campionato del mondo. Dal punto di vista amichevole si segnalò invece la storica partita del 14 novembre 1934 quando, nella cornice dell'Highbury, i padroni di casa sconfissero in un combattuto incontro i campioni in carica dell'Italia (3-2). Sempre contro gli azzurri ebbe luogo a Torino, il 16 maggio 1948, un altro celebre confronto: la squadra inglese s'impose per 4-0, con Mortensen che realizzò la prima rete calciando dalla linea di fondo.

## Anni 1950 e 1960: le prime apparizioni mondiali
Il secondo dopoguerra coincise con un avvicinamento dell'istituzione britannica al resto del mondo, a cominciare dalle Olimpiadi tenutesi a Londra nel 1948. La teorica supremazia ostentata dagli inglesi poté finalmente conoscere il riscontro del campo, la cui risposta fu inattesa in rapporto alle premesse. Il 1950 rappresentò la prima comparsa in un campionato mondiale, con l'immediata eliminazione dal torneo brasiliano: a contribuire al fallimento fu un'epocale disfatta contro gli Stati Uniti, prevalsi con una rete di Gaetjens. La notizia venne ritenuta inattendibile, tanto che per moltissimi anni si diffuse la leggenda metropolitana che alcuni organi di stampa avessero diffusi un resoconto in base al quale l'Inghilterra si era imposta per 10-1. Un'altra pagina nera della storia inglese reca la data del 25 novembre 1953, con l'Ungheria capace di espugnare il Wembley col netto risultato di 6-3. La «rivincita» del 23 maggio 1954, anch'essa tenutasi nell'ambito di un contesto amichevole, riservò all'Inghilterra il passivo più pesante dei suoi annali: 7-1.

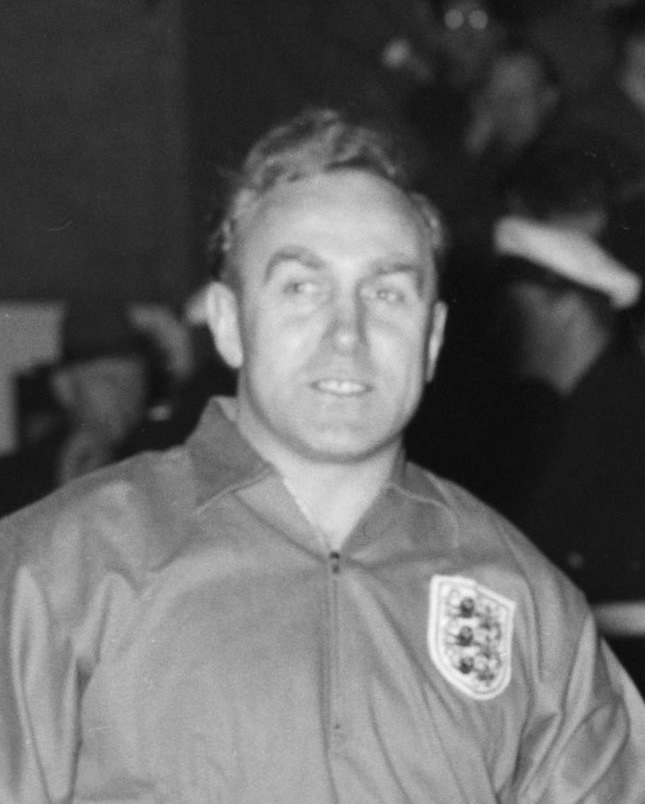
Billy Wright, capitano inglese degli anni 1950.

La seconda sconfitta coi magiari fu il preludio di un nuovo fallimento mondiale a Svizzera 1954, con la squadra eliminata dall'Uruguay. Nel 1958 lo spareggio con l'Unione Sovietica rispedì i casa i Leoni, mentre al campionato del mondo del 1962 la formazione si fermò ai quarti di finale contro il Brasile futuro campione.

## 1966-1980: dal trionfo casalingo ad una nuova crisi
Per dimostrare con i fatti la propria superiorità i britannici dovettero attendere il 1966, anno in cui il campionato del mondo fu ospitato proprio dagli inglesi. Forte di una rosa che poteva annoverare l'estremo difensore Gordon Banks — definito da Pelé «sicuro quanto le banche d'Inghilterra» — oltre ai fratelli Charlton (Jack e Bobby) e Moore, la squadra era guidata in panchina dalla sagacia tattica di Alf Ramsey. Superato il primo turno grazie alla concretezza difensiva — con la rete inviolata in un girone composto da Messico, Francia e Uruguay — l'Inghilterra eliminò l'Argentina nei quarti di finale, con i sudamericani rimasti in inferiorità numerica per la controversa espulsione di Rattín. I padroni di casa fronteggiarono quindi il Portogallo del cannoniere Eusébio, la cui rete non fu sufficiente a rimontare una doppietta di Bobby Charlton.
L'apoteosi si consumò il 30 luglio 1966 a Wembley, quando i Leoni piegarono col punteggio di 4-2 la Germania Ovest nei supplementari. In quello che risultò essere il duecentesimo incontro nella storia della competizione, i britannici prevalsero con una tripletta di Hurst: particolarmente celebre rimase il secondo gol, considerato per più di mezzo secolo irregolare in quanto la palla non avrebbe varcato la linea dopo aver colpito la traversa. Il centravanti scrisse comunque una pagina di storia con la tripla marcatura, fatto rimasto ineguagliato nel cinquantennio a venire.
Sulla scia del trionfo mondiale, l'Inghilterra si aggiudicò il terzo posto all'campionato d'Europa del 1968 sconfiggendo l'Unione Sovietica dopo aver ceduto in semifinale alla Jugoslavia. Il decennio seguente risultò invece avaro di soddisfazioni per i britannici, eliminati dalla stessa Germania Ovest nei quarti di finale del campionato del mondo del 1970; mancata la qualificazione al torneo del 1974 — fallimento tradottosi nell'esonero di Ramsey —, i Leoni furono poi beffati dalla differenza reti in favore dell'Italia nelle eliminatorie per l'edizione successiva. Gli stessi azzurri risultarono fatali per le ambizioni inglesi anche al campionato d'Europa del 1980, sconfiggendoli nello scontro diretto e condannandoli all'uscita dal torneo.

## Anni 1980: la rinascita con Greenwood e Robson

Kevin Keegan, storica bandiera degli anni 1970 e 1980 e per un breve periodo commissario tecnico dell'Inghilterra.

A rappresentare l'occasione del riscatto furono i Mondiali 1982, coincidenti con l'ultima esperienza di Ron Greenwood (in panchina dal 1977) alla guida dei Leoni: tra le maggiori stelle in rosa spiccavano i nomi di Shilton, Bryan Robson, Wilkins e Francis nonché di Keegan e Brooking, presentatisi tuttavia a mezzo servizio per infortunio. Qualificata al torneo grazie al successo della Svizzera contro la Romania nelle eliminatorie, i britannici esordirono con un 3-1 alla Francia nel quale Robson — autore di una doppietta — siglò dopo appena 27" la rete più veloce nella storia della manifestazione. I conseguenti trionfi a danno di Cecoslovacchia e Kuwait assicurarono il primato a punteggio pieno, con la seconda fase che abbinò gli inglesi ai campioni continentali della Germania Ovest e ai padroni di casa della Spagna: impattando a reti bianche in entrambe le gare gli uomini di Robson mancarono l'ingresso in semifinale, complice tra l'altro l'affermazione teutonica sugli iberici.
Con Bobby Robson divenuto il nuovo selezionatore, il 21 settembre 1983 la compagine fu battuta a domicilio dalla Danimarca mancando la partecipazione al campionato d'Europa. L'Inghilterra staccò invece un biglietto per i Mondiali 1986, refertando un totale di 13 gol nelle sfide con la Turchia. Sospinta dalle reti di un Lineker risultato con 6 centri il giocatore più prolifico della rassegna iridata, dopo una sofferta prima fase — in cui oltre al Marocco la compagine affrontò Portogallo e Polonia — negli ottavi di finale venne eliminato il Paraguay: l'eliminazione maturò contro l'Argentina nei quarti, con Maradona autore di una doppietta. L'asso sudamericano realizzò nell'occasione le sue reti più celebri, ovvero il "gol del secolo" e la mano de Dios, con l'unica segnatura inglese ad opera di Lineker.
Deludente si rivelò la campagna europea del 1988, con l'immediata eliminazione nella fase a gruppi: benché duramente contestato per la magra figura, Robson ottenne in seguito la qualificazione ai Mondiali 1990 mantenendo l'imbattibilità e senza gol al passivo.

La rosa inglese quarta classificata al

Qualificatasi in extremis per gli ottavi di finale piegando l'Egitto dopo i nulla di fatto con Irlanda e Olanda, l'Inghilterra superò il Belgio con una rete di Platt: nei quarti di finale la squadra di Robson ebbe ragione del Camerun, battuto ai supplementari con la doppietta di Lineker. Sconfitta in semifinale dalla Germania Ovest tramite la lotteria dei rigori, la formazione — che per la prima volta dal 1966 era rientrata tra le prime quattro squadre al mondo — si arrese anche all'Italia nella finale di consolazione.

## Anni 1990: alterne fortune

### 1991-1994: le delusioni con Taylor
Successore di Robson in panchina fu Graham Taylor, capace di ottenere la qualificazione al campionato d'Europa del 1992; il nuovo corso tecnico si caratterizzò per le frequenti esclusioni riservate a Paul Gascoigne, al cui talento agonistico faceva da contraltare la mancanza di disciplina. Anche in questo caso i britannici non superarono la prima fase, cedendo alla Svezia nell'incontro decisivo. Un'ulteriore delusione per Taylor si registrò solamente l'anno dopo, quando nel percorso eliminatorio del campionato del mondo di USA '94 la formazione perse contro Norvegia e Olanda vedendo compromesse le proprie chance di qualificazione. 
Alla mancata presenza nella rassegna iridata corrispose l'abbandono di Taylor, sostituito il 28 gennaio 1994 da Terry Venables, la cui nomina divenne financo oggetto di discussioni parlamentari a causa delle sue vicende giudiziarie.

### Il campionato d'Europa del 1996 giocato in casa
Esentata a norma di regolamento dalle eliminatorie del campionato d'Europa 1996, in programma oltremanica, la squadra si preparò all'evento tramite un biennio di amichevoli. Oltre che dal punto di vista tecnico, Venables si rivelò affidabile anche in senso umano, rinsaldando il morale e proteggendo la squadra dagli attacchi mediatici, dopo un controverso episodio che vide alcuni calciatori della nazionale ubriachi in un locale di Hong Kong. Dopo aver condotto i Tre leoni alla vittoria della Umbro Cup nel giugno 1995, nel campionato d'Europa dell'anno seguente i padroni di casa superarono il primo turno dopo un pareggio con la Svizzera nell'incontro inaugurale e due vittorie, ai danni di Scozia e Olanda (rispettivamente per 2-0 e 4-1). Ai quarti di finale la Spagna venne battuta ai rigori, ma in semifinale la Germania sconfisse allo stesso modo gli uomini di Venables.
L'attaccante Alan Shearer si aggiudicò il titolo di capocannoniere, con cinque realizzazioni in altrettante gare.

### La gestione di Hoddle

Gascoigne e Ince festeggiano la qualificazione al campionato del mondo del 1998, ottenuta pareggiando a Roma contro l'Italia.

Dopo il terzo posto nel campionato continentale — ex aequo con la Francia — Glenn Hoddle sostituì Venables in panchina, per un avvicendamento che la Football Association aveva reso noto già in primavera. Imperniata su una solida difesa, in cui spiccavano i nomi di Ferdinand e Campbell, la formazione poteva anche contare sulla sostanza di Scholes e Butt in mediana; in avanti la classe di Beckham supportava la vena realizzativa di Shearer e Sheringham. Così come il predecessore, Hoddle fu abile nel gestire problemi all'interno dello spogliatoio recuperando, tra gli altri, il trentenne Gascoigne. Aggiudicatasi il torneo di Francia — manifestazione amichevole organizzata dai transalpini come prova generale della rassegna iridata —, l'Inghilterra strappò la qualificazione al campionato del mondo pareggiando all'Olimpico di Roma con l'Italia: il risultato costrinse gli azzurri, benché unici imbattuti nel girone, al secondo posto in classifica, con conseguente obbligo di disputare lo spareggio. Nella rosa dei convocati per il mondiale francese non trovarono spazio Gazza, ancora alle prese con guai fuori dal campo, e Le Tissier: fu invece lanciato il diciottenne Michael Owen, astro nascente del calcio britannico.
La formazione debuttò con un successo ai danni della Tunisia, cui fece seguito la sconfitta in extremis contro la Romania. A qualificare i leoni per gli ottavi fu la vittoria con la Colombia, circostanza cui corrispose il primo gol di Beckham con la nazionale. Nel primo incontro ad eliminazione diretta, l'undici di Hoddle si ritrovò opposto all'Argentina guidata da Passarella: l'ex difensore — tra l'altro capitano dei sudamericani nel 1986, all'epoca dei fatti di Maradona — ottenne un'altra affermazione contro gli inglesi, stavolta dal dischetto. La stampa accusò Beckham di aver condizionato la partita ricevendo un'espulsione all'inizio del secondo tempo per un fallo su Simeone; buoni giudizi vennero invece riservati al giovane Owen, resosi protagonista di buone prestazioni e autore di due gol nell'arco del torneo.
Nel periodo a venire, il rapporto di Hoddle con i vertici federali conobbe la definitiva rottura, sia per i modesti risultati nelle qualificazioni al campionato d'Europa del 2000 sia per le polemiche con alcuni "senatori", in particolare Shearer. A cagionare un danno d'immagine esiziale fu poi lo stesso commissario tecnico, quando, agli inizi del 1999, rilasciò un'intervista in cui definì la disabilità una «punizione per colpe delle vite passate». Malgrado le scuse fornite, Hoddle fu esonerato pochi giorni più tardi.

## Anni 2000

### La parentesi di Keegan e il campionato europeo del 2000
L'incarico di selezionatore passò quindi nelle mani di Kevin Keegan, fortemente voluto dalla stampa e dai tifosi. Pur non riuscendo a colmare il distacco dalla Svezia, l'Inghilterra superò la Polonia per l'esito favorevole degli scontri diretti: ammessa a disputare lo spareggio, la formazione si qualificò al campionato d'Europa di Belgio e Paesi Bassi eliminando i rivali scozzesi. Giunta alla rassegna continentale con l'obiettivo di riscattarsi, la compagine non andò oltre il primo turno: battuta in rimonta dal Portogallo, sconfisse di misura la Germania per poi capitolare con la Romania nell'incontro decisivo.
Il 7 ottobre 2000 i tedeschi violarono un Wembley ormai prossimo all'abbattimento per consentirne la ricostruzione; dopo la sconfitta Keegan rassegnò le dimissioni, con Eriksson chiamato a sostituirlo. Lo svedese risultò il primo tecnico di nazionalità straniera a sedere sulla panchina dell'Inghilterra.

### Gli anni di Eriksson (2001-2006)
Eriksson iniziò le eliminatorie del campionato del mondo del 2002 con tre vittorie di fila, per poi battere la Germania con un netto 5-1 all'Olympiastadion di Monaco di Baviera. La storica affermazione pose un'ipoteca sull'accesso al torneo, ottenuto il 6 ottobre 2001 dopo un sofferto pareggio casalingo con la Grecia: a firmare il 2-2 all'Old Trafford contro gli ellenici fu, in pieno recupero del secondo tempo, Beckham, riconciliatosi così con l'opinione pubblica dopo le controversie di tre anni prima. La compagine britannica si presentò alla rassegna iridata con pronostici favorevoli, contando su una rosa in cui alle colonne portanti — Seaman tra i pali, Ferdinand, Campbell e Keown in retroguardia, Scholes al centro, Owen e Fowler in avanti — si aggiunsero gli astri nascenti Heskey, Ashley e Joe Cole, Vassell. Il rendimento fu però inferiore alle aspettative, con due pareggi e una sola vittoria nel primo turno: il successo di misura con l'Argentina garantì comunque il passaggio agli ottavi di finale, dove la squadra regolò agevolmente la Danimarca. Eriksson si fermò poi nei quarti, battuto per 2-1 dal Brasile futuro campione del mondo.

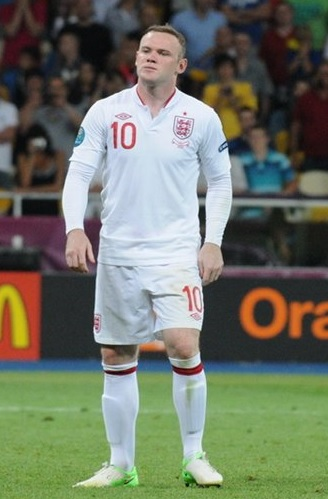
Wayne Rooney, il più prolifico marcatore nella storia della nazionale inglese.

L'eliminazione dal mondiale nippocoreano contro i verdeoro non pregiudicò la conferma dello scandinavo, presente in panchina anche durante le qualificazioni al campionato d'Europa del 2004. Grazie anche al contribuito dei nuovi volti John Terry e Wayne Rooney, distintosi per le qualità realizzative, l'Inghilterra raggiunse la qualificazione alla manifestazione continentale. Al debutto perse con la Francia campione in carica, quando una doppietta di Zidane in zona Cesarini ribaltò il gol di Lampard: a concorrere in negativo alla sconfitta fu un rigore fallito da Beckham, con i britannici in vantaggio. La qualificazione fu poi ottenuta alle spalle dei transalpini, per effetto delle vittorie contro Svizzera (3-0) e Croazia (4-2): in entrambe le sfide il giovane Rooney realizzò due reti. Ad impedire l'approdo in semifinale agli inglesi fu il Portogallo padrone di casa, che nel quarto di finale s'impose ai tiri di rigore dopo il 2-2 dei supplementari.
Il commissario tecnico mantenne il proprio posto, guidando i Leoni nelle eliminatorie del campionato del mondo del 2006. Pur avendo iniziato con il piede giusto il percorso preliminare,, Eriksson finì nel mirino della critica dopo alcuni passi falsi: le frange più estreme della tifoseria giunsero addirittura a chiederne il licenziamento, riversando una notevole pressione sul tecnico scandinavo, già contestato per la ragguardevole retribuzione percepita. Eriksson reagì guidando i suoi, nell'ottobre 2005, alla qualificazione tramite il primato nel gruppo. I mesi successivi segnarono tuttavia la definitiva consunzione di un rapporto già logoro, quando Eriksson lanciò accuse di corruzione al movimento calcistico nazionale. Nella primavera 2006 la Football Association conferì quindi l'incarico di selezionatore a Steve McClaren, che si sarebbe seduto in panchina dopo il campionato del mondo.
L'esperienza di Eriksson ebbe così termine con la conclusione del mondiale tedesco, appuntamento a cui l'allenatore si presentò con un organico imperniato su elementi di esperienza (tra cui Robinson, Bridge, Lampard, Gerrard, Beckham, Owen e Rooney) ed arricchito dai giovani quali Crouch, Lennon e Walcott. Pur stentando nel gioco, l'Inghilterra si qualificò per gli ottavi grazie alle vittorie con Paraguay (sconfitto da un'autorete in avvio di partita) e l'esordiente Trinidad e Tobago (crollato nei minuti finali). L'ultima gara del raggruppamento terminò, invece, con un pari (2-2 contro la Svezia), riservando un grave infortunio a Owen. Piegata la resistenza dell'Ecuador con un gol di Beckham su calcio di punizione agli ottavi di finale, ai quarti l'Inghilterra si arrese nuovamente al Portogallo, cedendo ancora dagli undici metri.

### Il fallimento di McClaren (2006-2007)
A seguito dell'eliminazione dal torneo Beckham annunciò il proprio addio alla maglia dei Leoni, circostanza che indusse inizialmente McClaren a non avvalersi del trentunenne centrocampista nelle convocazioni. L'avvio della nuova gestione fu promettente, con una larga vittoria sulla Grecia in amichevole cui fecero seguito un'ulteriore goleada contro Andorra e un successo di misura con la Macedonia del Nord nelle qualificazioni al campionato d'Europa del 2008. L'assenza di Beckham, cui si aggiunse quella di Campbell, prese tuttavia ad incidere sul rendimento della squadra che dopo un pareggio interno con i macedoni capitolò a Zagabria contro la Croazia. Il calo fu confermato dalle amichevoli, con i britannici costretti al pari ad Amsterdam e successivamente battuti a Manchester dalla Spagna; dopo un altro passo falso in Israele — un pari senza gol contro una formazione ritenuta tra le più abbordabili del contesto europeo — i Leoni tornarono alla vittoria con Andorra (3-0).
L'Inghilterra riprese quindi il cammino verso la manifestazione continentale ottenendo 12 punti grazie alle vittorie con israeliani, Estonia (sconfitta in due occasioni) e una Russia divenuta la principale concorrente alla qualificazione: con la qualificazione ormai ad un passo, il rovescio subito a Mosca (2-1) aprì, tuttavia, un nuovo scenario, ora favorevole all'undici di Guus Hiddink. La sconfitta dei russi contro Israele, maturato nei minuti di recupero, fornì un ultimo appello agli inglesi, cui sarebbe stato sufficiente un pareggio con i croati — dal canto loro già certi della qualificazione — per accedere al campionato europeo.
Alla formazione di McClaren, che nel frattempo aveva ritrovato Beckham, la cui carriera internazionale riprese nel giugno 2007, vennero a mancare, per infortuni e squalifiche, vari elementi di spessore come Ferdinand, Terry, Rooney e Owen. Il commissario tecnico concesse quindi spazio alle seconde linee Wright-Phillips, Richards, Lescott e Carson: quest'ultimo, ventiduenne portiere con una sola presenza raccolta fin lì, divenne protagonista in negativo della sfida con la Croazia favorendone il successo con errori e incertezze tra i pali (2-3). La contemporanea affermazione dei russi con Andorra consegnò loro l'altro posto disponibile, certificando la clamorosa assenza dell'Inghilterra dal campionato continentale. Già all'indomani del fallimento McClaren e Venables — riaccolto in veste di secondo allenatore — furono licenziati.

### L'era di Capello (2008-2012)
Dopo che il sorteggio per le qualificazioni al campionato del mondo del 2010 ebbe inserito l'Inghilterra — ancora priva di selezionatore — in un girone che vide nuovamente la presenza dei croati, sul finire del 2007 la Football Association comunicò l'ingaggio di Fabio Capello. Il tecnico italiano, secondo straniero dopo Eriksson, impose ferree regole di comportamento nello spogliatoio. A costituire il primo banco di prova per l'allenatore fu proprio la fase preliminare del campionato del mondo, superata in scioltezza: con 9 vittorie, di cui 8 consecutive, ed una sola sconfitta i britannici staccarono il biglietto per la rassegna già nel settembre 2009. Benché il sorteggio della fase a gruppi avesse riservato un girone abbordabile, gli inglesi delusero in Sudafrica; superato a stento il primo turno con una vittoria sulla Slovenia, dopo i pareggi contro Stati Uniti e Algeria, i leoni si ritrovarono a sfidare la Germania — seconda forza europea dell'epoca — negli ottavi di finale. I tedeschi vinsero facilmente per 4-1, infliggendo alla compagine inglese il peggior passivo degli ultimi 60 anni.
Capello guadagnò agevolmente la partecipazione al campionato d'Europa del 2012, dimettendosi tuttavia prima del torneo. A motivarne l'addio fu una polemica con la Federazione, sorta dopo che quest'ultima spossessò John Terry dei gradi di capitano per il comportamento razzista nei confronti di Anton Ferdinand.

## Anni 2010

### Il ciclo di Hodgson (2012-2016)

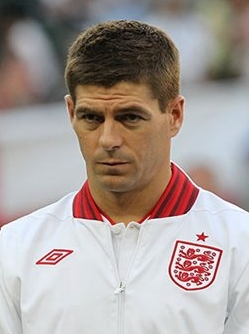
Steven Gerrard, capitano d'inizio terzo millennio.

Con la rassegna continentale ormai prossima all'avvio, l'incarico di selezionatore fu affidato a Roy Hodgson. Capitanati da John Terry, i britannici esordirono pareggiando con la Francia per poi battere Svezia e Ucraina determinando l'esclusione di entrambe dalla seconda fase. Nei quarti di finale la rincorsa venne bloccata dall'Italia, impostasi ai rigori.
Hodgson riscattò le proprie sorti con la qualificazione al campionato del mondo del 2014, centrata con un punto di margine sugli ucraini e senza sconfitte al passivo. Le aspettative furono tuttavia disattese già nel primo turno, dove gli inglesi ritrovarono gli azzurri venendo battuti per 2-1; il successivo knock-out contro l'Uruguay, identico nel punteggio, si tradusse nell'eliminazione dopo due soli incontri. L'unico punto del torneo fu ottenuto dagli inglesi nella giornata finale, per mezzo di un inutile pari a reti bianche con la Costa Rica.
L'ex allenatore, tra le altre, di Inter e Udinese compì poi un percorso netto — caratterizzato da 10 vittorie in altrettante gare — verso il campionato d'Europa del 2016, nel cui esordio si registrò un pari con la Russia che ebbe il sapore della beffa. L'affermazione contro il Galles e un nuovo pareggio, con la Slovacchia, comportarono il passaggio agli ottavi: Hodgson inciampò nella matricola Islanda, dimettendosi subito dopo l'eliminazione.

### La gestione di Southgate e il ritorno in auge (2016-2024)

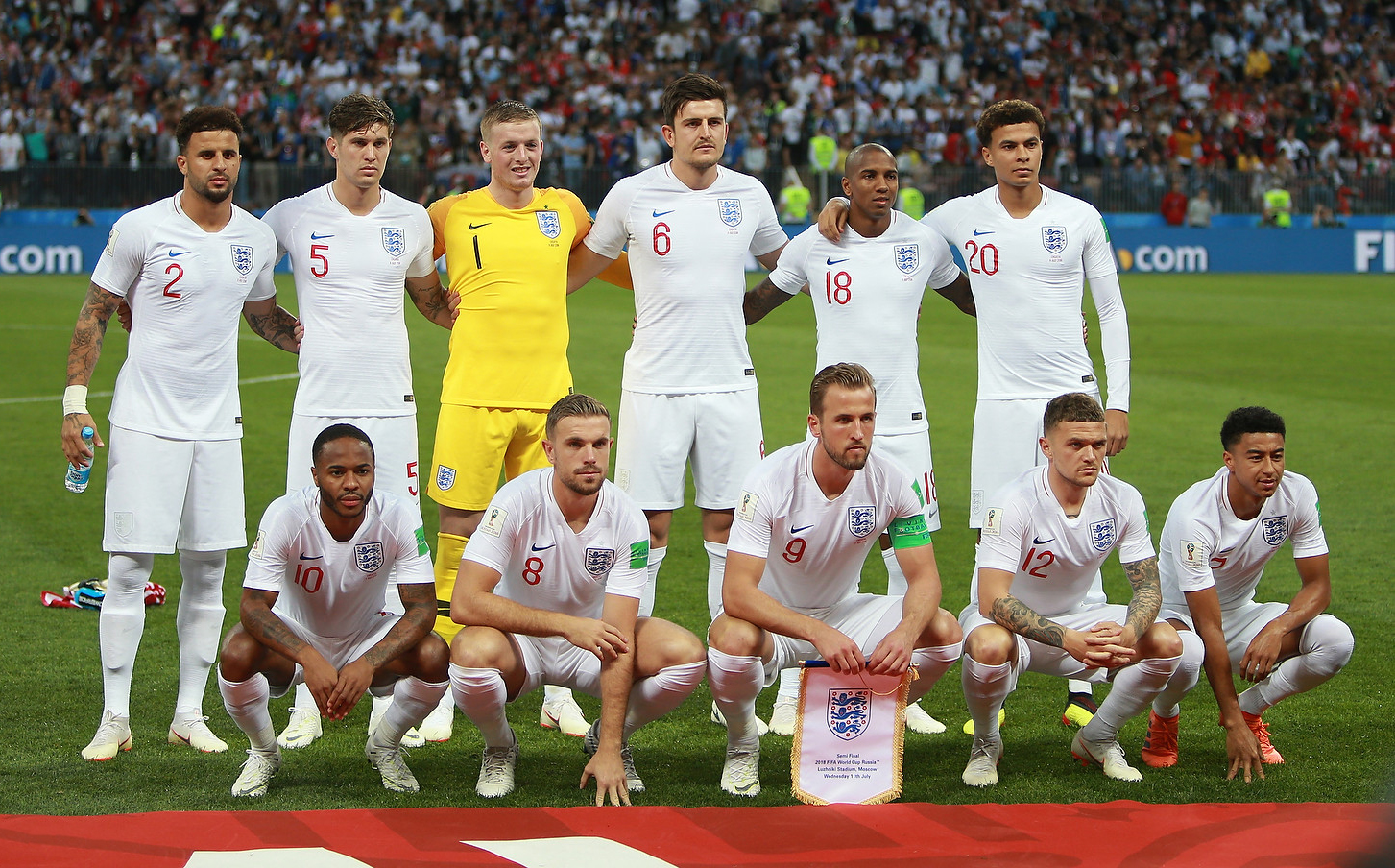
L'Inghilterra quarta classificata al

Nell'autunno 2016, dopo la breve parentesi di Sam Allardyce — costretto alle dimissioni dalla FA quando emerse il suo tentativo di aggirare in maniera fraudolenta le regole nazionali circa il trasferimento degli atleti — in panchina sedette l'ex calciatore Gareth Southgate. Insediatosi alla conduzione tecnica con le eliminatorie del campionato del mondo del 2018 già avviate, il nuovo CT riuscì ad ottenere la qualificazione. La rosa scelta per competere nel torneo abbinò elementi d'esperienza ad astri nascenti, pur lamentando le assenze di Rooney — che annunciò l'abbandono alla carriera internazionale nel corso del 2017 — e del portiere Joe Hart, tradito da una serie di prestazioni sottotono.
Sorteggiati in un girone abbordabile, gli uomini di Southgate ottennero anzitempo il passaggio del turno grazie alle vittorie contro Tunisia e Panama: la sconfitta di misura con il Belgio impedì di conseguire il primato, risultato appannaggio degli stessi diavoli rossi. Durante la fase successiva gli inglesi furono capaci di sfatare due statistiche negative aperte in occasione del campionato mondiale del 1990, ovvero la tradizione negativa ai rigori e l'accesso alle semifinali: battuta la Colombia dal dischetto, i britannici regolarono la Svezia, rientrando nel novero delle semifinaliste dopo ben 28 anni. La caduta nei supplementari per mano della Croazia relegò gli inglesi alla finale di consolazione, poi persa nuovamente contro i belgi. L'attaccante Harry Kane eguagliò invece il primato di Lineker, risultando il secondo calciatore d'Albione a laurearsi miglior marcatore della rassegna iridata.
Guadagnato il terzo posto nell'edizione inaugurale della UEFA Nations League a scapito della Svizzera, durante la fase eliminatoria dell'europeo 2020 la squadra perse contro la Rep. Ceca un'imbattibilità nelle qualificazioni inaugurata nel 2009: Southgate conseguì l'accesso al torneo con un punto di margine sugli stessi cechi. Tra il settembre e il novembre 2020 la nazionale inglese fu impegnata nella UEFA Nations League 2020-2021, chiusa al terzo posto nel proprio raggruppamento di Lega A, con 3 vittorie, un pareggio e 2 sconfitte. 
Nell'estate del 2021 i cechi furono nuovamente avversari degli inglesi nella fase finale del campionato d'Europa 2020, nel girone con Scozia e Croazia. Dopo il successo per 1-0 sui balcanici — debutto vittorioso dei leoni in un torneo continentale — e il pareggio con gli scozzesi (0-0), ad assicurare il primato nel girone fu una vittoria contro i suddetti cechi (1-0). Eliminando Germania (2-0) e Ucraina (4-0) la formazione inglese raggiunse per la seconda volta le semifinali di un campionato europeo, dopo l'edizione casalinga del 1996, avendo giocato sempre in casa ad eccezione del quarto di finale contro gli ucraini (tenutosi all'Olimpico di Roma). Impostasi per 2-1 contro la Danimarca a Wembley ai tempi supplementari dopo aver rimontato l'iniziale svantaggio, la compagine di Southgate mancò, tuttavia, l'appuntamento con il suo primo titolo europeo, cedendo per 3-2 ai rigori all'Italia nello stesso stadio londinese: passata in vantaggio con Shaw nei minuti iniziali, l'Inghilterra subì nella ripresa il pari degli avversari e chiuse sull'1-1 i tempi supplementari, per poi capitolare con il risultato di 3-2 ai tiri dal dischetto, con l'errore decisivo di Saka.
Nel novembre 2021 l'Inghilterra centrò la qualificazione al campionato del mondo 2022, con un percorso netto di 8 vittorie e 2 pareggi in 10 gare e Harry Kane che segnò quattro reti nel successo per 10-0 sul campo di San Marino, primo calciatore a riuscirci in una singola gara con la maglia della nazionale inglese dai tempi di Ian Wright nel 1993. Nell'edizione 2022-2023 della UEFA Nations League, però, gli inglesi delusero le aspettative, non vincendo neanche una partita su sei e retrocedendo così in Lega B a causa dell'ultimo posto, alle spalle di Italia, Ungheria e Germania. La fase finale del campionato del mondo 2022 vide i Leoni impegnati nel girone con Galles, Stati Uniti e Iran. Vinto per 6-2 l'incontro con gli iraniani, la squadra di Southgate pareggiò a reti bianche contro gli statunitensi e batté per 3-0 i gallesi, assicurandosi il primato nel girone e l'approdo agli ottavi di finale, dove ebbe ragione del Senegal, battendolo per 3-0. Fatale fu il quarto di finale contro la Francia, che si impose per 2-1, con l'inglese Kane che prima segnò su calcio di rigore, gol che gli valse il primato storico di reti con la maglia della nazionale inglese, e poi fallì un altro penalty.
Lo status di nazionale tra le migliori d'Europa fu confermato al campionato d'Europa 2024, dove gli inglesi superarono il girone battendo la Serbia (1-0) e pareggiando con Danimarca (1-1) e Slovenia (0-0), per poi eliminare a fatica la Slovacchia, raggiunta sul pari solo al 95' e poi battuta ai tempi supplementari (2-1), agli ottavi di finale, la Svizzera ai tiri di rigore ai quarti (1-1 in rimonta dopo i tempi supplementari, 5-3 dal dischetto) e i Paesi Bassi in semifinale (2-1 in rimonta). Giunti per la seconda volta di fila alla finale del campionato europeo, allo stadio Olimpico di Berlino gli uomini di Southgate furono battuti per 2-1 dalla Spagna, confermando il secondo posto raggiunto tre anni prima.